# 광주자연과학고등학교
광주자연과학고등학교(光州自然科學高等學校)는 대한민국 광주광역시 북구 오치동에 위치한 공립 고등학교이다.

## 학교 연혁
- 1909년 6월 10일 : 도립광주농림학교 개교
- 1951년 8월 31일 : 광주농업고등학교로 개칭
- 1957년 3월 1일 : 학과 개편(농업과, 원예과, 임업과, 축산과)
- 1976년 9월 30일 : 광주광역시 북구 오치동 현교사로 이전
- 1983년 3월 1일 : 학칙개정으로 남녀 공학 실시
- 2001년 3월 1일 : 광주자연과학고등학교로 교명 변경, 학과 개편(토목환경과 변경, 조리과학과 신설)
- 2004년 6월 19일 : 학과 개편(식물과학과, 식품과학과, 조리과학과, 애완동물과)
- 2010년 1월 1일 : 친환경 생명 산업 분야 『특성화 고등학교』 지정
- 2011년 3월 8일 : 학교 재배치 신축 현 위치로 교사 이전
- 2013년 11월 3일 : 제84주년 학생독립운동기념식 주관
- 2020년 3월 1일 : 교육부지정 특성화고 혁신지원사업 대상학교 선정
- 2024년 3월 1일 : 학과 개편 (반려동물과)
- 2024년 3월 1일 : 제39대 백인화 교장 취임
- 2025년 1월 9일 : 제113회 졸업식 (145명)
- 2025년 3월 4일 : 제116회 입학식 (167명)

## 설치 학과
- 조리과학과
- 애완동물과
- 식품과학과
- 식물과학과
- 반려동물과

## 참고 자료
- 광주자연과학고등학교 - 한국교육학술정보원 학교알리미